# 가재 (종)
가재(학명: Cambaroides similis)는 가재속에 속하는 절지동물이다.
근연종인 만주가재와 달리 이마뿔이 비교적 넓고 윗면은 거의 편평하며, 수컷의 제1배다리의 끝은 둥글다는 점에서 차이가 난다.
몸빛깔은 붉은빛을 띤 갈색이다. 가끔 칼슘이 부족하여 파란 껍질의 색이 발현되기도 한다. 크기는 작은 편으로 산간 지대의 물이 맑은 계곡에 산다. 산에서 물이 유입되는 논, 웅덩이 등에서도 서식한다. 1급수의 맑은 물에서만 살 수 있는 환경 지표종이다.

## 생태
몸길이 약 50mm, 이마뿔을 제외한 갑각 길이 29~32mm이다. 미끈미끈하고 딱딱한 겉표면을 가졌다. 총 5쌍의 다리를 갖는다. 제한된 서식처를 가지는데, 주로 강의 바닥에 돌밑이나 낙엽 밑 같은 몸을 숨길 수 있는 은신처가 많고 차가운 물이 흐르는 산간 계류에 서식하며 물이 얕고 맑은 상류에 많이 서식한다. 가재는 물 밖에서도 바로 죽지는 않지만 오랫동안 살지 못하며 물 밖으로 나오는 일은 거의 없고 물에서만 서식할 수 있다. 가재는 알을 낳아서 번식하는 난생을 한다. 주로 3~4월에 산란을 하여 암컷의 복부에 품고 지내다가 5~6월에 부화한다. 교미 후 포란하여 부화까지의 기간은 온도에 따라 다르며 보통 1달에서 2달 정도 걸린다. 대다수의 가재는 암수가 교미하고 번식을 하고 나면 다시 적이나 다른 개체로 인식하지만 그렇지 않은 개체도 상당 수 있으며 심지어는 자신의 암컷을 보호하는 개체도 있다. 포란한 기간 동안에 심한 스트레스나 급격한 환경변화가 생기면 알을 털어버려 부화에 실패하는 경우도 있다. 포란 수는 50-70알이지만 대부분이 갈겨니 등 물고기에 의해 먹히고, 부화에 성공한 치가재는 부화한 후 며칠에서 몇 주 정도 짧게 어미의 보호를 받으며, 탈피를 하면서 성장하고 어느 정도의 크기가 되면 어미는 자신의 새끼라고 인식하지 않고 타 개체로 인식하여 공격하는 경우가 대부분이다. 잡식성으로 죽은 동물의 시체도 먹으며, 천적으로는 육식성 물고기와 물새, 사람이 있다. 평균 수명은 1~3년이다. 한반도(함경도 및 평안북도를 제외한 지역) 및 중국 일부(만주 남서부)에 분포한다. 가재의 위석은 한방에서 폐병에 효과를 보인다고 알려져 있으며, 신약물질 추출 가능성이 커서 연구용으로 가치가 있다. 폐디스토마의 중간숙주로 유명하다.

## 보호
2012년 개정된 대한민국의 ‘멸종위기 야생 동식물 개정법’에서 멸종위기종 후보에 올랐다.